# Jan Kosznicki
Jan Kosznicki (ur. 6 lipca 1892 w Żukowie, zm. 9 listopada 1939 koło Górnej Grupy) – polski nauczyciel i działacz społeczny.

## Życiorys
Pochodził z rodziny chłopskiej, był synem Augustyna i Matyldy Ptach. Po ukończeniu szkoły powszechnej w Żukowie kontynuował naukę w seminarium nauczycielskim w Grudziądzu (lub w Kwidzynie), zdając egzamin dojrzałości i uzyskując uprawnienia do wykonywania zawodu nauczyciela. Był ranny na froncie I wojny światowej. Po wojnie pracował w szkole powszechnej w Ostrowitem koło Chojnic.
Po pewnym czasie przeniesiony do pracy do Czerwińska (na Kociewiu) koło Starogardu, był w miejscowej szkole powszechnej nauczycielem języka polskiego, historii i matematyki, a także pełnił funkcję kierownika. Jako przyrodnik amator doprowadził do założenia przy szkole cieplarni, był też zaangażowany w działalność Towarzystwa Pszczelniczego, w którym pełnił obowiązki sekretarza. Prowadził ponadto chór szkoły. We wsi wykonywał obowiązki sołtysa oraz przewodniczącego obszaru dworskiego, zajmował się m.in. problemem respektowania warunków płacowych wobec pracowników niemieckich majątków ziemskich. W 1929 był rozjemcą Sądu Grodzkiego w Nowem nad Wisłą na obwód Ostrowite.
Wybuch II wojny światowej zastał go w Czerwińsku i tamże w październiku 1939 został aresztowany przez funkcjonariuszy gestapo. Po krótkim pobycie w więzieniu w Nowem nad Wisłą został 9 listopada 1939 rozstrzelany w pobliżu Górnej Grupy koło Grudziądza.
Był żonaty (Olga z domu Firyn), miał syna Mieczysława. 17 listopada 1957 na budynku szkoły w Czerwińsku odsłonięto poświęconą mu tablicę pamiątkową.